# Liste der Kulturgüter in Steffisburg
Die Liste der Kulturgüter in Steffisburg enthält alle Objekte in der Gemeinde Steffisburg im Kanton Bern, die gemäss der Haager Konvention zum Schutz von Kulturgut bei bewaffneten Konflikten, dem Bundesgesetz vom 20. Juni 2014 über den Schutz der Kulturgüter bei bewaffneten Konflikten sowie der Verordnung vom 29. Oktober 2014 über den Schutz der Kulturgüter bei bewaffneten Konflikten unter Schutz stehen.
Objekte der Kategorie A und B sind vollständig in der Liste enthalten, Objekte der Kategorie C fehlen zurzeit (Stand: 16. April 2024). Unter übrige Baudenkmäler sind geschützte Objekte zu finden, die im Bauinventar des Kantons Bern als «schützenswert» verzeichnet sind.

## Kulturgüter
| Foto |                                                                                  | Objekt                                                | Kat. | Typ | Standort                                                                               | Beschreibung |
| ---- | -------------------------------------------------------------------------------- | ----------------------------------------------------- | ---- | --- | -------------------------------------------------------------------------------------- | --- |
| BW   | Datei hochladen · Wikidata zu Ehemalige Regie Steffisburg (Q19362709)            | Ehemalige Regie Steffisburg KGS-Nr.: 09089            | A    | G   | Motorparkstrasse 103, 104, 107, 108, 109, 114, 117, 119, 121, 122, 123 613560 / 179092 | In den Jahren 1890 bis 1892 erbaute und weitgehend unverändert erhaltene Kavalleriekaserne. Um einen geräumigen Innenhof gruppieren sich ein zweigeschossiges massives Direktionsgebäude mit Durchfahrt und zwei L-förmige Flügelbauten unter fast flachen Satteldächern. Den nordwestlichen Abschluss bildet eine quergestellte Reithalle mit Zufahrtsrampe. |
| ja   | Datei hochladen · Wikidata zu Höchhäuser (Q29675292)                             | Höchhäuser KGS-Nr.: 01242                             | B    | G   | Höchhusweg 15, 17 615170 / 180750                                                      | Bauensemble aus zwei aneinandergebauten, repräsentativen Gebäuden im spätgotischen Stil. Das «kleine Hochhus» stammt im Kern aus dem 14. Jahrhundert und wurde 1555 zu einem Wohnhaus mit hohem Kellersockel und zwei Wohngeschossen unter steilem, geknickten Krüppelwalmdach umgebaut. Aus derselben Zeit stammt das «grosse Hochhus», das sein heutiges Erscheinungsbild um 1530 erhielt. Es präsentiert sich als Geviertbau von zwei Wohngeschossen auf hohem Kellersockel und mit Vollwalmdach. Die Kunstsammlung Hans & Marlis Suter stellt im «grosse Hochhus» aus. |
| ja   | Datei hochladen · Wikidata zu Landsitz Ortbühl mit Oekonomiegebäuden (Q17122597) | Landsitz Ortbühl mit Oekonomiegebäuden KGS-Nr.: 01243 | B    | G   | Ortbühlweg 51a, 53, 55, 55a 614300 / 181130                                            | 1794 erbaute Campagne, die im Kern bis ins 17. Jahrhundert zurückreicht. Weisser Putzbau unter geknicktem Walmdach mit Sandsteingliederung, Lukarnen und Kaminen. Die Südfassade besitzt zwei Reihen schlanker Fenster, die Ostfassade präsentiert sich als zweigeschossiges Peristyl mit vier Kolossalsäulen, die Nordfassade als zweistöckige Laube mit toskanischen Säulen. |
| ja   | Datei hochladen · Wikidata zu Reformierte Kirche mit Pfarrhaus (Q29675320)       | Reformierte Kirche mit Pfarrhaus KGS-Nr.: 01244       | B    | G   | Pfarrhausweg 6, 12 614910 / 181200                                                     | Das 1681 erbaute Kirchengebäude ist ein barocker Predigtsaal mit dreiseitigem Abschluss. Teile der Westwand und eine Wand im Kirchenschiff stammen von einem romanischen Vorgängerbau aus der Zeit um das Jahr 1000. Der Turm kam um 1320 hinzu, der Spitzhelm im Jahr 1740. Daneben steht das 1738 erbaute Pfarrhaus, ein gut proportionierter Stock unter hohem geknicktem Walmdach und mit hochrechteckiger Fenstergliederung. |

## Übrige Baudenkmäler
Hinweis: Anstelle der KGS-Nummer wird als Objekt-Identifikator (ID) die Grundstücksnummer verwendet.
| ID                                                                     | Foto |                 | Objekt                                                    | Typ | Standort                                       | Beschreibung |
| ---------------------------------------------------------------------- | ---- | --------------- | --------------------------------------------------------- | --- | ---------------------------------------------- | ------------ |
| 4                                                                      | BW   | Datei hochladen | Wohnhaus (um 1805)                                        | G   | Unterdorfstrasse 4 614989 / 180795             |              |
| 5                                                                      | BW   | Datei hochladen | Bauernhaus (4. Viertel 18. Jh.)                           | G   | Schwendibach, Rütschibrunne 23 617090 / 180608 |              |
| 60                                                                     | BW   | Datei hochladen | Stöckli (um 1840)                                         | G   | Glockenthalstrasse 2 614856 / 180450           |              |
| 103                                                                    | BW   | Datei hochladen | Villa (1915)                                              | G   | Maienstrasse 8 613730 / 179121                 |              |
| 103                                                                    | BW   | Datei hochladen | Industriegebäude (1910)                                   | G   | Maienstrasse 10 613741 / 179171                |              |
| 108                                                                    | BW   | Datei hochladen | Ehemaliges Ofenhaus (18. Jh.)                             | G   | Pfarrhausweg 10 614879 / 181188                |              |
| 166                                                                    | BW   | Datei hochladen | Herrenstock (1802)                                        | G   | Alte Schwarzeneggstrasse 6 614997 / 181146     |              |
| 169                                                                    | BW   | Datei hochladen | Doktorhaus (um 1800)                                      | G   | Oberdorfstrasse 25 614900 / 181065             |              |
| 186                                                                    | BW   | Datei hochladen | Bauernhaus (1. Hälfte 18. Jh.)                            | G   | Hartlisbergstrasse 53 613781 / 181891          |              |
| 216                                                                    | BW   | Datei hochladen | Villa (1904)                                              | G   | Mühleweg 8 614972 / 180684                     |              |
| 217                                                                    | BW   | Datei hochladen | Wohnhaus (1895)                                           | G   | Zulgstrasse 18 614851 / 180828                 |              |
| 225                                                                    | BW   | Datei hochladen | Wohnhaus (Mitte 18. Jh.)                                  | G   | Industrieweg 10 614426 / 180235                |              |
| 242                                                                    | BW   | Datei hochladen | Ehemaliges Bauernhaus (1763)                              | G   | Oberdorfstrasse 11 614900 / 180934             |              |
| 247                                                                    | BW   | Datei hochladen | Speicher (1674)                                           | G   | Tüchtiwilweg 12 614652 / 182856                |              |
| 250                                                                    | BW   | Datei hochladen | Wohnhaus (1910)                                           | G   | Stockhornstrasse 4 614648 / 180053             |              |
| 272                                                                    | BW   | Datei hochladen | Gartenpavillon (um 1800)                                  | G   | Ortbühlweg 55a 614275 / 181116                 |              |
| 379                                                                    | BW   | Datei hochladen | Speicher (2. Hälfte 18. Jh.)                              | G   | Erlenstrasse 41a 615309 / 180400               |              |
| 379                                                                    | BW   | Datei hochladen | Stöckli (1811)                                            | G   | Erlenstrasse 43 615338 / 180351                |              |
| 380                                                                    | BW   | Datei hochladen | Ehemalige Mühle (17. Jh.)                                 | G   | Mühleweg 11 615008 / 180677                    |              |
| 400                                                                    | BW   | Datei hochladen | Bauernhaus (2. Hälfte 18. Jh.)                            | G   | Stutzweg 65 616693 / 180549                    |              |
| 498                                                                    | BW   | Datei hochladen | Pavillon (1860)                                           | G   | Thunstrasse 36a 614500 / 179562                |              |
| 511                                                                    | BW   | Datei hochladen | Bauernhaus (1676)                                         | G   | Schwarzeneggstrasse 47 615628 / 181362         |              |
| 533                                                                    | BW   | Datei hochladen | Bauernhaus (um 1840)                                      | G   | Glockenthalstrasse 1 614874 / 180434           |              |
| 569                                                                    | BW   | Datei hochladen | Wohnhaus mit Kleingewerbe (um 1800)                       | G   | Grabenweg 1 614940 / 181191                    |              |
| 586                                                                    | BW   | Datei hochladen | Rebmauer (18. Jh.)                                        | G   | Ortbühlweg N.N. 614393 / 181148                |              |
| 586                                                                    | BW   | Datei hochladen | Speicher / Schopf (18. Jh.)                               | G   | Ortbühlweg 51a 614343 / 181142                 |              |
| 586                                                                    | BW   | Datei hochladen | Bauernhaus (1825)                                         | G   | Ortbühlweg 53 614337 / 181101                  |              |
| 671                                                                    | BW   | Datei hochladen | Äusseres Ortbühl (2. Viertel 19. Jh.)                     | G   | Sunneschynweg 24, 24a 613641 / 180987          |              |
| 687                                                                    | BW   | Datei hochladen | Stöckli (um 1820)                                         | G   | Erlenstrasse 45 615338 / 180350                |              |
| 837                                                                    | BW   | Datei hochladen | Stöckli (Mitte 18. Jh.)                                   | G   | Scheidgasse 3 614858 / 181026                  |              |
| 837                                                                    | BW   | Datei hochladen | Bauernhaus (Mitte 18. Jh.)                                | G   | Scheidgasse 5 614848 / 181034                  |              |
| 889                                                                    | BW   | Datei hochladen | Ehemaliges Bauernhaus (1748)                              | G   | Hartlisbergstrasse 47 613819 / 181872          |              |
| 993                                                                    | BW   | Datei hochladen | Bauernhaus (Ende 18. Jh.)                                 | G   | Bernstrasse 66 614061 / 179608                 |              |
| 993                                                                    | BW   | Datei hochladen | Stöckli (um 1800)                                         | G   | Bernstrasse 68 614085 / 179608                 |              |
| 1071                                                                   | ja   | Datei hochladen | Villa Schüpbach (1871)                                    | G   | Scheidgasse 11, 11a 614780 / 181043            |              |
| 1071                                                                   | BW   | Datei hochladen | Dependance der Villa Schüpbach (1894)                     | G   | Scheidgasse 13 614767 / 181039                 |              |
| 1072                                                                   | BW   | Datei hochladen | Bauernhaus (1650)                                         | G   | Ortbühlweg 6 614754 / 181116                   |              |
| 1072                                                                   | BW   | Datei hochladen | Stöckli (1837)                                            | G   | Ortbühlweg 7 614718 / 181111                   |              |
| 1075                                                                   | BW   | Datei hochladen | Villa (1904)                                              | G   | Mittelstrasse 23 613877 / 179234               |              |
| 1095                                                                   | BW   | Datei hochladen | Villa "Chalet Schüpbach" (1906)                           | G   | Ortbühlweg 17 614605 / 181135                  |              |
| 1103                                                                   | BW   | Datei hochladen | Bauernhaus Mittleres Ortbühl (Ende 18. Jh.)               | G   | Ortbühlweg 63 614004 / 181100                  |              |
| 1153                                                                   | BW   | Datei hochladen | Bauernhaus (um 1760)                                      | G   | Schwarzeneggstrasse 129 616746 / 181868        |              |
| 1216                                                                   | BW   | Datei hochladen | Primarschulhaus (1908)                                    | G   | Bernstrasse 96 613865 / 179836                 |              |
| 1219                                                                   | ja   | Datei hochladen | Altes Schulhaus (1811)                                    | G   | Schulgässli 20 614982 / 181041                 |              |
| 1282                                                                   | BW   | Datei hochladen | Gemeindehaus / ehemaliges Krämerhaus (1. Drittel 19. Jh.) | G   | Oberdorfstrasse 30 614927 / 181042             |              |
| 1295                                                                   | BW   | Datei hochladen | Villa (1910)                                              | G   | Jasminweg 17 614742 / 180793                   |              |
| 1305                                                                   | BW   | Datei hochladen | Bürgerheim (1770)                                         | G   | Bernstrasse 107 613632 / 180146                |              |
| 1305                                                                   | BW   | Datei hochladen | Scheune (1720)                                            | G   | Bernstrasse 111 613593 / 180193                |              |
| 1310                                                                   | BW   | Datei hochladen | Küherstöckli (1823)                                       | G   | Bernstrasse 97 613734 / 179935                 |              |
| 1310                                                                   | BW   | Datei hochladen | Waisenhausscheune (1819)                                  | G   | Bernstrasse 99 613713 / 179973                 |              |
| 1311                                                                   | BW   | Datei hochladen | Fabriggli (um 1890)                                       | G   | Bernstrasse 105c 613646 / 180035               |              |
| 1356                                                                   | BW   | Datei hochladen | Villa (1880)                                              | G   | Walkeweg 1 615052 / 181175                     |              |
| 1389                                                                   | BW   | Datei hochladen | Gasthaus Landhaus (1543)                                  | G   | Oberdorfstrasse 32 614929 / 181073             |              |
| 1502                                                                   | BW   | Datei hochladen | Wohnhaus mit Malatelier (1928)                            | G   | Kirchbühlweg 15 614666 / 181278                |              |
| 1511                                                                   | BW   | Datei hochladen | Ehemaliger Landsitz Glockenthal (1834)                    | G   | Thunstrasse 38 614587 / 179575                 |              |
| 2569; 2570; 2571; 2572; 2573; 2574; 2575; 2576; 2577; 2578; 2579; 2590 | BW   | Datei hochladen | Wohnsiedlung Uf den Müren / Klosterhübel (1966)           | G   | Klosternweg 2, 29–57 615334 / 181259           |              |
| 2580 ff.                                                               | BW   | Datei hochladen | Wohnsiedlung Uf den Müren / Klosterhübel (1966)           | G   | Uf den Müren 1–19 615321 / 181249              |              |
| 2752                                                                   | BW   | Datei hochladen | Bauernhaus (1773)                                         | G   | Weidenweg 11 615232 / 180320                   |              |
| 3422                                                                   | BW   | Datei hochladen | Brunnen (frühes 19. Jh.)                                  | K   | Unterdorfstrasse N.N. 615002 / 180782          |              |
| 3502                                                                   | BW   | Datei hochladen | Ehemaliges Bauernhaus (1772)                              | G   | Unterer Riederenweg 41 613378 / 182336         |              |
| 3619                                                                   | BW   | Datei hochladen | Brunnen beim Doktorhaus (1808)                            | K   | Oberdorfstrasse N.N.2 614905 / 181051          |              |
| 3620                                                                   | BW   | Datei hochladen | Brunnen bei der Kirche (1836)                             | K   | Oberdorfstrasse N.N.3 614925 / 181174          |              |
| 3891                                                                   | BW   | Datei hochladen | Stöckli (1820)                                            | G   | Thunstrasse 34 614641 / 179675                 |              |
| 4292                                                                   | BW   | Datei hochladen | Mehrzweck-Pavillon (um 1890)                              | G   | Panoramaweg 30 614336 / 181901                 |              |
| 4458                                                                   | BW   | Datei hochladen | Stöckli (um 1830)                                         | G   | Pfaffenhaltenweg 73 613794 / 181734            |              |
| 4563                                                                   | BW   | Datei hochladen | Wohnhaus mit Scheune/Pferdestallungen (um 1860)           | G   | Thunstrasse 36 614635 / 179623                 |              |